# One-Sided Love Affair
"One-Sided Love Affair" er en komposition fra 1956 af Bill Campbell.
Sangen er indsunget af Elvis Presley i RCA-studierne i New York den 30. januar 1956. Den blev udsendt som B-side på den 14. singleplade, som RCA udsendte med Elvis. Pladen havde nr. 47-6641 og havde som A-side "Money Honey" (en komposition af Jesse Stone).
Udover Elvis Presley medvirkede bl.a. Scotty Moore, Bill Black, Chet Atkins, Floyd Cramer og D.J. Fontana på indspilningen.
Den 13. marts samme år udsendtes Elvis' første LP, der slet og ret hed Elvis Presley og rummede i alt 12 numre, indspillet både hos Sun Records og hos RCA. Begge de to ovennævnte sange var inkluderet på LP'en.